# Аренак (округ)
А́ренак (англ. Arenac County) — округ в штате Мичиган, США. Официально образован в 1883 году. По состоянию на 2010 год, численность населения составляла 17 269 человек.

## География
По данным Бюро переписи США, общая площадь округа равняется 1 763,792 км2, из которых 940,171 км2 суша и 821,031 км2 или 47,000 % это водоёмы.

## Население
По данным переписи населения 2000 года в округе проживает 17 269 жителей в составе 6 710 домашних хозяйств и 4 717 семей. Плотность населения составляет 18,00 человек на км2. На территории округа насчитывается 9 563 жилых строений, при плотности застройки около 10,00-ти строений на км2. Расовый состав населения: белые — 95,38 %, афроамериканцы — 1,82 %, коренные американцы (индейцы) — 0,95 %, азиаты — 0,29 %, гавайцы — 0,01 %, представители других рас — 0,21 %, представители двух или более рас — 1,33 %. Испаноязычные составляли 1,38 % населения независимо от расы.
В составе 29,00 % из общего числа домашних хозяйств проживают дети в возрасте до 18 лет, 57,00 % домашних хозяйств представляют собой супружеские пары проживающие вместе, 9,00 % домашних хозяйств представляют собой одиноких женщин без супруга, 29,70 % домашних хозяйств не имеют отношения к семьям, 25,50 % домашних хозяйств состоят из одного человека, 12,30 % домашних хозяйств состоят из престарелых (65 лет и старше), проживающих в одиночестве. Средний размер домашнего хозяйства составляет 2,45 человека, и средний размер семьи 2,92 человека.
Возрастной состав округа: 23,30 % моложе 18 лет, 7,80 % от 18 до 24, 26,80 % от 25 до 44, 25,50 % от 45 до 64 и 25,50 % от 65 и старше. Средний возраст жителя округа 40 лет. На каждые 100 женщин приходится 105,40 мужчин. На каждые 100 женщин старше 18 лет приходится 104,40 мужчин.
Средний доход на домохозяйство в округе составлял 32 805 USD, на семью — 39 033 USD. Среднестатистический заработок мужчины был 31 205 USD против 20 363 USD для женщины. Доход на душу населения составлял 16 300 USD. Около 11,30 % семей и 13,90 % общего населения находились ниже черты бедности, в том числе — 20,70 % молодежи (тех, кому ещё не исполнилось 18 лет) и 7,80 % тех, кому было уже больше 65 лет.